# Ragnitz

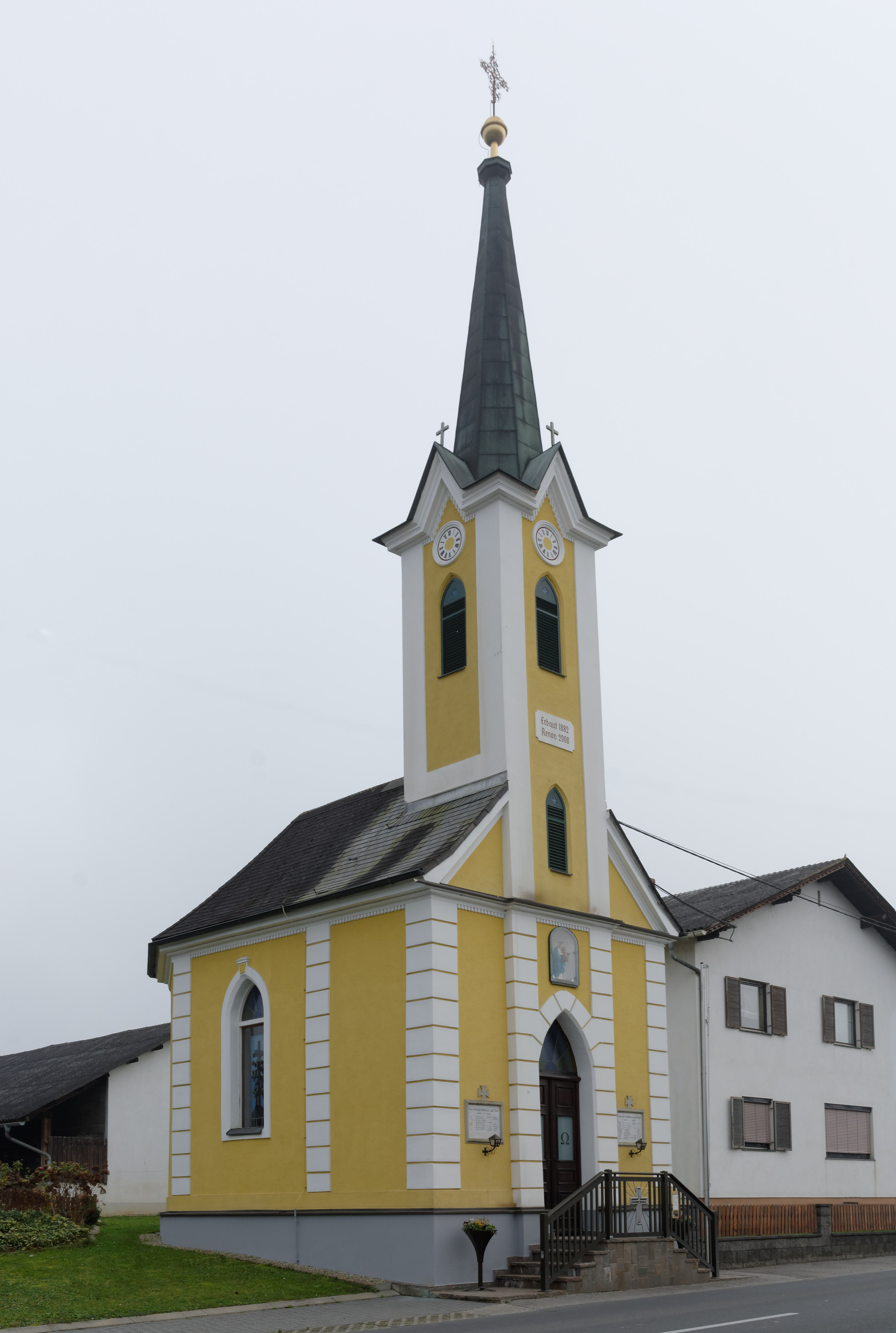
Kapelle in Ragnitz

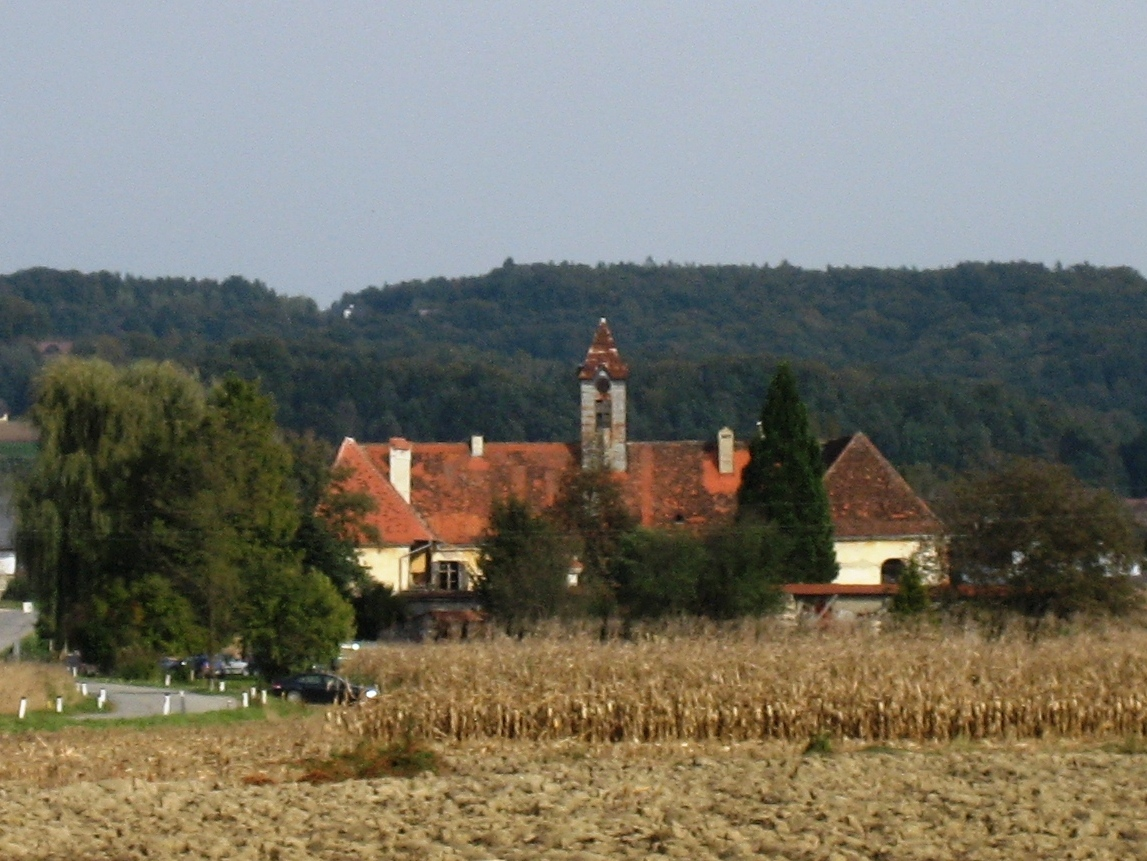
Schloss Rohr

Ragnitz ist eine Gemeinde mit 1603 Einwohnern (Stand 1. Jänner 2024) im Bezirk Leibnitz im österreichischen Bundesland Steiermark.

## Geografie

### Geografische Lage
Die Gemeinde hat eine Fläche von rund zwanzig Quadratkilometer und liegt im Tal der Stiefing. Der Ort liegt auf 280 Meter über dem Meer, nach Osten steigt das Land bewaldet auf 400 Meter an.

### Gemeindegliederung
Das Gemeindegebiet am Unterlauf der Stiefing umfasst folgende neun Ortschaften (in Klammern Einwohnerzahl Stand 1. Jänner 2024):
- Badendorf (210)
- Edelsee (59)
- Gundersdorf (152)
- Haslach an der Stiefing (243)
- Laubegg (226)
- Oberragnitz (73)
- Oedt (192)
- Ragnitz (393)
- Rohr (55)

Die Gemeinde besteht aus drei Katastralgemeinden (Fläche Stand 31. Dezember 2023):
- Badendorf (646,33 ha)
- Haslach (781,15 ha)
- Ragnitz (649,14 ha)

### Nachbargemeinden
|                           | Sankt Georgen an der Stiefing               |              |
| Lebring-Sankt Margarethen | Kompassrose, die auf Nachbargemeinden zeigt | Schwarzautal |
| Gralla                    | Gabersdorf                                  |              |

## Geschichte
Das früheste Schriftzeugnis ist von 1126 und lautet „Rakkaniz“. Der Name geht auf slowenisch raknica (Siedlung bei den Flusskrebsen) zurück.
Die Ortsgemeinde als autonome Körperschaft entstand 1850. Nach der Annexion Österreichs 1938 kam die Gemeinde zum Reichsgau Steiermark, 1945 bis 1955 war sie Teil der britischen Besatzungszone in Österreich.

### Bevölkerungsentwicklung
Gab es von 1991 bis 2000 eine starke Abwanderung, so sind seither sowohl die Geburtenbilanz als auch die Wanderungsbilanz positiv.
| Ragnitz: Einwohnerzahlen von 1869 bis 2024          | Ragnitz: Einwohnerzahlen von 1869 bis 2024 | Ragnitz: Einwohnerzahlen von 1869 bis 2024 | Ragnitz: Einwohnerzahlen von 1869 bis 2024 | Ragnitz: Einwohnerzahlen von 1869 bis 2024 |
| --------------------------------------------------- | ------------------------------------------ | ------------------------------------------ | ------------------------------------------ | ------------------------------------------ |
| Jahr                                                |                                            |                                            |                                            | Einwohner                                  |
| 1869                                                | 1869                                       |                                            | 1.324                                      | 1.324                                      |
| 1880                                                | 1880                                       |                                            | 1.343                                      | 1.343                                      |
| 1890                                                | 1890                                       |                                            | 1.248                                      | 1.248                                      |
| 1900                                                | 1900                                       |                                            | 1.290                                      | 1.290                                      |
| 1910                                                | 1910                                       |                                            | 1.328                                      | 1.328                                      |
| 1923                                                | 1923                                       |                                            | 1.313                                      | 1.313                                      |
| 1934                                                | 1934                                       |                                            | 1.273                                      | 1.273                                      |
| 1939                                                | 1939                                       |                                            | 1.247                                      | 1.247                                      |
| 1951                                                | 1951                                       |                                            | 1.296                                      | 1.296                                      |
| 1961                                                | 1961                                       |                                            | 1.246                                      | 1.246                                      |
| 1971                                                | 1971                                       |                                            | 1.336                                      | 1.336                                      |
| 1981                                                | 1981                                       |                                            | 1.390                                      | 1.390                                      |
| 1991                                                | 1991                                       |                                            | 1.464                                      | 1.464                                      |
| 2001                                                | 2001                                       |                                            | 1.419                                      | 1.419                                      |
| 2011                                                | 2011                                       |                                            | 1.456                                      | 1.456                                      |
| 2021                                                | 2021                                       |                                            | 1.529                                      | 1.529                                      |
| 2024                                                | 2024                                       |                                            | 1.603                                      | 1.603                                      |
| Quelle(n): Statistik Austria, Gebietsstand 1.1.2021 |                                            |                                            |                                            |                                            |

## Kultur und Sehenswürdigkeiten

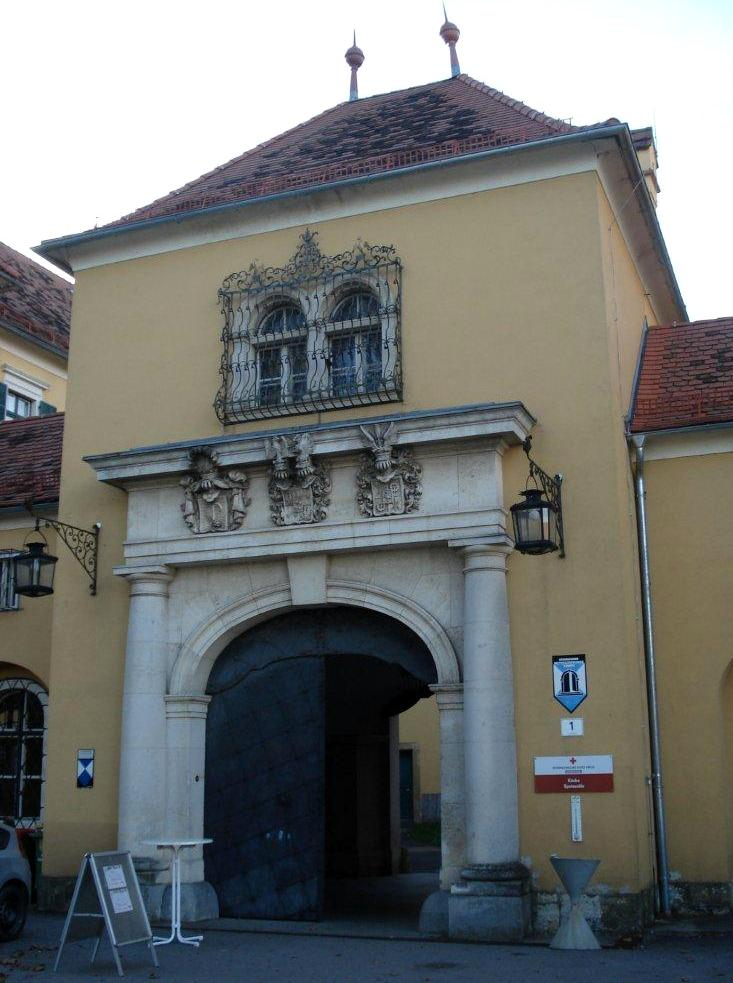
Schloss Laubegg

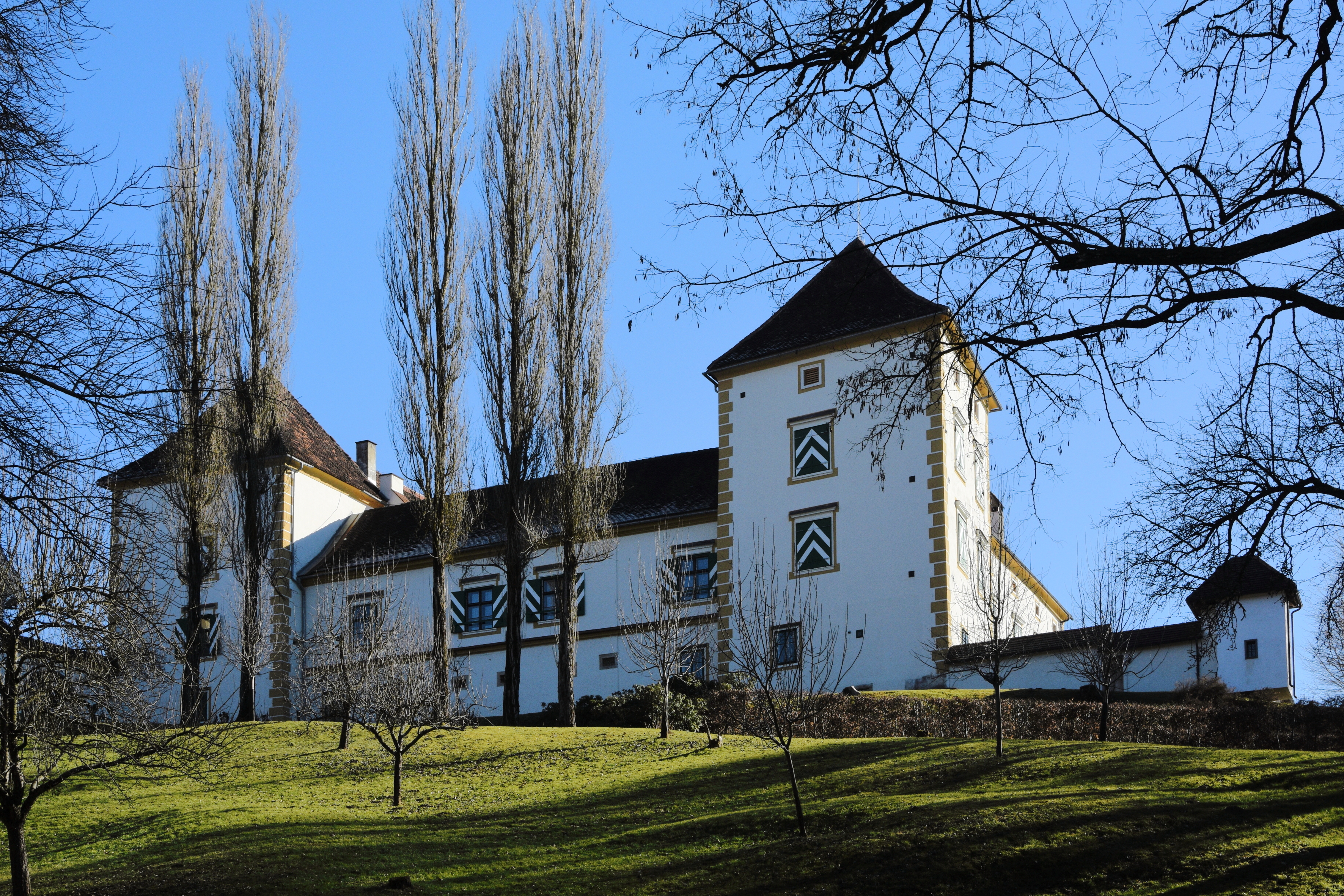
Schloss Frauheim

### Bauwerke
- Schloss Laubegg
- Schloss Rohr, vom Verfall bedroht
- Schloss Frauheim

### Sport
Fußball
Nach der Zusammenlegung der drei damals selbstständigen Kleingemeinden Ragnitz, Haslach und Badendorf im Jahre 1969 erfolgte rund fünf Jahre später, im Jahre 1974, die Gründung des unter dem Dachverband Österreichische Turn- und Sportunion stehenden USV Ragnitz. Die Vereinsführung des am 31. Juli 1974 offiziell zugelassenen Vereins mit dem Namen SV Union Ragnitz bestand aus Ludwig Kowald (Obmann), Erich Jöbstl senior (Obmannstellvertreter), Franz Hohl (Sektionsleiter), Kurt Pfeiffer (Schriftführer) und Hermann Hirschmann (Kassier). Der erste Fußballplatz des Vereins wurde bereits im Jahr davor durch die Gemeinde Ragnitz von der Familie Maurer, die in Gundersdorf neben der Landwirtschaft auch noch ein Gasthaus betrieb, eine hinter deren Gasthaus gelegene und rund 1,4 Hektar große gepachtet. Das Grundstück wurde später von der Gemeinde gekauft und wiederum dem Sportverein verpachtet. In weiterer Folge entstanden hier ein rund 100 × 60 m großes Spielfeld, eine Tennisanlage mit zwei Spielplätzen sowie ein rund 23 × 7,2 m großes Sportgebäude. Mit einem dreitägigen Fest wurde vom 15. bis zum 17. August 1975 die fertiggestellte Sportanlage in Gundersdorf feierlich eröffnet. Zum Zeitpunkt der Vereinsgründung waren einige Teile der Infrastruktur wie etwa die Umzäunung, das Flutlicht, die Lautsprecheranlage oder eine asphaltierte Zufahrt noch gar nicht vorhanden und entstanden erst bis zum Sommer 1975.
Im Jahre 2009 wurde in Ragnitz der Bau des Julius-Meinl-Stadions begonnen und auch fertiggestellt. Die Baukosten beliefen sich auf eine knappe Million Euro, wobei die Finanzierung durch Julius Meinl V., seit dem Jahr 2009 Ehrenbürger der Gemeinde, sehr erleichtert wurde. Der Rasen wurde generalüberholt, um das Stadion Oberliga-entsprechend herzurichten. Das Stadion besteht aus einer für 500 Zuschauer zugelassene Tribüne. Die Familie Meinl tritt spätestens seit Julius Meinl III. fördernd in der Gemeinde Ragnitz in Erscheinung.

## Wirtschaft und Infrastruktur

### Wirtschaftssektoren
Die folgende Tabelle zeigt die Entwicklung der Anzahl der Betriebe und der Beschäftigten in den Wirtschaftssektoren:
| Wirtschaftssektor            | Anzahl Betriebe | Anzahl Betriebe | Anzahl Betriebe | Erwerbstätige | Erwerbstätige | Erwerbstätige |
| Wirtschaftssektor            | 2021            | 2011            | 2001            | 2021          | 2011          | 2001          |
| ---------------------------- | --------------- | --------------- | --------------- | ------------- | ------------- | ------------- |
| Land- und Forstwirtschaft 1) | 39              | 69              | 101             | 50            | 47            | 63            |
| Produktion                   | 21              | 20              | 11              | 211           | 202           | 196           |
| Dienstleistung               | 82              | 68              | 25              | 321           | 179           | 110           |

1) Betriebe mit Fläche in den Jahren 2010 und 1999, Arbeitsstätten im Jahr 2021

### Verkehr
Die wichtigste Straßenverbindung ist die Kirchbacher Straße B73, die nach Westen zur Pyhrn Autobahn A9 führt.

## Politik

### Gemeinderat
Der Gemeinderat besteht aus 15 Mitgliedern. Nach dem Ergebnis der Gemeinderatswahl 2020 setzt sich dieser wie folgt zusammen:
- 11 ÖVP
- 03 FPÖ
- 01 SPÖ

| Partei                      | 2020    | 2020  | 2020    | 2015             | 2015             | 2015             | 2010             | 2010             | 2010             | 2005             | 2005             | 2005             | 2000  | 2000  | 2000  |
| Partei                      | Stimmen | %     | Mandate | St.              | %                | M.               | St.              | %                | M.               | St.              | %                | M.               | St.   | %     | M.    |
| --------------------------- | ------- | ----- | ------- | ---------------- | ---------------- | ---------------- | ---------------- | ---------------- | ---------------- | ---------------- | ---------------- | ---------------- | ----- | ----- | ----- |
| ÖVP                         | 612     | 71    | 11      | 618              | 63               | 10               | 685              | 69               | 11               | 550              | 58               | 9                | 477   | 52    | 9     |
| SPÖ                         | 063     | 07    | 01      | 089              | 09               | 01               | 125              | 13               | 2                | 172              | 18               | 3                | 082   | 09    | 01    |
| FPÖ                         | 189     | 22    | 03      | 273              | 28               | 04               | 184              | 19               | 2                | 219              | 23               | 3                | 154   | 17    | 02    |
| Demokratische Liste Ragnitz |         |       |         | nicht kandidiert | nicht kandidiert | nicht kandidiert | nicht kandidiert | nicht kandidiert | nicht kandidiert | nicht kandidiert | nicht kandidiert | nicht kandidiert | 209   | 23    | 3     |
| Wahlberechtigte             | 1.280   | 1.280 | 1.280   | 1.260            | 1.260            | 1.260            | 1.262            | 1.262            | 1.262            | 1.226            | 1.226            | 1.226            | 1.111 | 1.111 | 1.111 |
| Wahlbeteiligung             | 69 %    | 69 %  | 69 %    | 80 %             | 80 %             | 80 %             | 80 %             | 80 %             | 80 %             | 78 %             | 78 %             | 78 %             | 83 %  | 83 %  | 83 %  |

### Bürgermeister
- 1886–1904 Josef Kowald, Bauer
- 1904–1922 Josef Kowald, Bauer
- 1822–1951 Johann Kowald, Bauer
- 1951–1971 Ludwig Kowald, Bauer
- 1971–1988 Ludwig Kowald, Landwirt und Lehrer (ÖVP)
- 1989–2022 Rudolf Rauch, Landwirt (ÖVP)
- seit 2022 Manfred Sunko (ÖVP)[13]

### Wappen
Die Verleihung des Gemeindewappens erfolgte mit Wirkung vom 1. Jänner 1992.
Wappenbeschreibung:
„In Blau ein goldener Balken, darin ein vorwärts gerichteter roter Krebs, im oberen Feld von drei hochrechteckigen, durchbrochenen, an den Ecken mit Kleeblättern besteckten goldenen Schloßblättern, im unteren Feld von drei (2:1) goldenen Seeblättern begleitet.“

## Ehrenbürger der Gemeinde
- Erich Jöbstl sen.
- Elfriede „Frieda“ Paier[15]
- Reginald Schuh
- Friedrich Frühwald[15]
- Friedrich Maurer
- Konrad Schweigler
- 2009: Julius Meinl V.[15][7]
- Friedrich Hammer
- 2011 Helmut Lückl, (42 Jahre Amtsleiter der Gemeinde)[15]
- 2022 Rudolf Rauch (22 Jahre Bürgermeister der Gemeinde)[15]